# 37782 Jacquespiccard
37782 Jacquespiccard è un asteroide della fascia principale. Scoperto nel 1997, presenta un'orbita caratterizzata da un semiasse maggiore pari a 2,8785693 UA e da un'eccentricità di 0,1273387, inclinata di 2,99756° rispetto all'eclittica.